# Castillo de Alcalá
El castillo de Alcalá o castillo de Benissili o hisn al-Qala, situado en el actual municipio de Vall de Gallinera fue la residencia de Al-Azraq y el centro de las revueltas mudéjar que siguieron a la conquista del Reino de Valencia por Jaime el Conquistador en el siglo XIII .
La función histórica del castillo era la de vigilar y defender la entrada valle desde el interior, el Comtat.

## Historia
La fundación del castillo podría remontarse al siglo XI prolongándose hasta el siglo XVI , es decir, se trata de un yacimiento post-califal o como máximo fundado en los últimos años del califato. La primera noticia escrita fecha del 1.245 en el tratado del Pouet, firmado en este mismo castillo entre al-Azraq y el infante Alfonso de Aragón en nombre de Jaime el Conquistador, en el que al-Azraq retiene para sí mismo los castillos de Alcalá y Perputxent. En el 1248 fue el centro de la primera rebelión mudéjar, acaudillada por el propio al-Azraq. Diez años después, el 1 de junio de 1258 el castillo es tomado por Jaime I, quedando constancia de esto en la Crónica del Rey, c.376: "E no volem dir totes les coses que hi foren feites, car seria allongament del llibre: mas al vuité dia cobram Alcalà, e Gallinera, E setze castells que al-Azraq ens avia emblats e tolts..."
Unos días antes, el 26 de mayo, ante la inminencia de la toma del castillo, Jaime I hace donación a Gil Eiximenis del castillo de Alcalá y el de Margarida con sus alquerías y fortificaciones, pero no a perpetuidad. El 1261 el castillo vuelve a estar en manos del rey, quien lo cede a diferentes personajes para cubrir sus deudas. Entre 1.261 y 1.263 retienen el castillo los hijos de Eximen de Foces hasta cobrarse el que el rey les debe. De 1267 a 1271 se embarga a favor de Pedro Ferrando, hijo natural de Jaime I. En 1271 tendrá la alcaldía Pere Roiç de Corella. En abril de 1273 se entrega a Berenguer de Latera, por deudas al rey, y por la misma causa, tres meses después, el 19 de julio, a Pedro Diego Muñoz. En 1275, se embarga a favor de Mateo de Montreal, quien tiene el alcaide hasta 1277. Entre 1278 y 1282, tras el fin de la sublevación y pacificación de los mudéjares, el nuevo rey Pedro el Grande (I de Valencia) encomienda la custodia del castillo a Rodrigo Jiménez de Luna. En 1283, lo vuelve a tener Mateu de Montreal, por otra deuda al rey. El año 1286 las rentas del castillo son para Jaime de Manso y en 1287 son, de nuevo, para Pere Ferrando. El 27 de agosto de 1288 el castillo de Alcalá deja de pertenecer a los reyes de Aragón por la donación que efectúa Alfonso III de Aragón a un rosellonés, Bernat Guillem, de Villafranca de Conflent, del castillo en recompensa por las pérdidas que había tenido en la guerra contra Francia de 1282 a 1285. Esta donación termina con la situación de realense para el distrito del castillo de Alcalá que pasa a ser un señorío feudal.